# Villa Jesu
Die Villa Jesu, auch Villa Maria genannt, ist ein Landhaus aus dem 18. Jahrhundert in San Giorgio a Cremano in der italienischen Region Kampanien. Es liegt im Gebiet der Miglio d’oro, in der Via Enrico Pessina, 19.

## Geschichte und Beschreibung
Obwohl im 18. Jahrhundert errichtet, zeigt die Architektur der Villa Jesu keine für die Zeit des Barock charakteristischen Elemente wie die anderen Villen des Miglio d’oro.
Das Gebäude hat nur ein einziges Stockwerk und einen Innenhof ohne Dach, der die gleichen Dimensionen wie der Empfangssalon hat und von Dachterrassen umgeben ist.
Der Flur besteht aus einem Raum mit Tonnengewölbedecke und befindet sich an der Rückwand des Innenhofes. Über diesen Flur gelangt man zur Treppe und in den Garten, in dessen Innerem sich Reste einer Votivädikula befinden. Es ist davon nur eine kleine Treppe erhalten, die im Stil der Zeit Ferdinands II. dekoriert ist, eine Sonnenuhr aus Schmiedeeisen an der Wand des Innenhofs und ein Fenster an der Fassade in unverkennbarem Rokokostil.